# Rångedala
Rångedala is een plaats in de gemeente Borås in het landschap Västergötland en de provincie Västra Götalands län in Zweden. De plaats heeft 399 inwoners (2005) en een oppervlakte van 74 hectare.